# Seleção Cipriota de Basquetebol
A Seleção Cipriota de Basquetebol é a equipe que representa o Chipre em competições internacionais da modalidade.